# Primeira República da Checoslováquia
Primeira República da Checoslováquia (em checo e em eslovaco:  Československá republika) refere-se ao primeiro Estado checoslovaco, que existiu entre 1918 e 1938. Comumente chamado de Checoslováquia (Československo), esse Estado era composto pela Boêmia, Morávia, Silésia, Eslováquia e Transcarpátia.
Depois de 1933, a Checoslováquia permaneceu como a única democracia em funcionamento na Europa Central e Oriental, enquanto outros países caíam sob controle de regimes autoritários. Submetida à enorme pressão de uma parte da minoria sudeta, estimulada pela vizinha Alemanha, a Checoslováquia seria forçada a ceder a região dos Sudetos à Alemanha, em 1º de outubro de 1938, como parte do Acordo de Munique. Também cederia partes do sul da Eslováquia e Transcarpátia, para a Hungria, e a região de Zaolzie, na Silésia, à Polônia. Isto, na prática, liquidou a Primeira República da Checoslováquia, a qual seria substituída pela efêmera Segunda República da Checoslováquia (1938-1939), até a ocupação alemã da Checoslováquia (1939-1945).

## História
A independência da Checoslováquia foi proclamada em 28 de outubro de 1918 pelo Conselho Nacional da Checoslováquia em Praga. Vários grupos e territórios com diferentes tradições históricas, políticas, econômicas e étnicas tiveram que ser mesclados dentro de uma nova estrutura estatal. A origem da Primeira República encontra-se no Ponto 10 dos Quatorze Pontos de Woodrow Wilson: "Reconhecimento do direito ao desenvolvimento autônomo dos povos da Áustria-Hungria, cujo lugar entre as nações queremos ver assegurado e salvaguardado".
As fronteiras completas do país e a organização de seu governo foram finalmente estabelecidas na Constituição da Checoslováquia de 1920. Tomáš Garrigue Masaryk tinha sido reconhecido pelos Aliados da Primeira Guerra Mundial como o líder do Governo Provisório da Checoslováquia, e em 1920, foi eleito primeiro presidente do país. Foi reeleito em 1925 e 1929, servindo como presidente até 14 de dezembro de 1935, quando renunciou devido a problemas de saúde e foi sucedido por Edvard Beneš.
Na sequência do Anschluss da Alemanha nazista e Áustria em março de 1938, o próximo alvo para anexação do líder nazista Adolf Hitler seria a Checoslováquia. Seu pretexto eram as privações sofridas pelas populações de etnia alemã que viviam em regiões fronteiriças do norte e oeste da Checoslováquia, conhecidas coletivamente como Sudetos. Sua incorporação na Alemanha nazista iria deixar o restante da Checoslováquia impotente para resistir à subsequente ocupação. 